# Babylonien (Satrapie)
Babylonien wurde mit Beginn der achämenidischen Herrschaft unter der altpersischen Bezeichnung Babairu/Bābiruš als Satrapie in das Perserreich eingegliedert; sie ist eine der am besten bezeugten Satrapien im Achämenidenreich.
Bis Dareios I. (522 bis 486 v. Chr.) bildete sie mit der Satrapie von Ebir-Nari eine Doppelsatrapie (vielleicht Satrapie von Assyrien, der Doppelsatrapie Eber-Nari und Babylonien). Es gibt Anzeichen, dass die Satrapie zeitweilig geteilt wurde und Andeutungen für eine Satrapie von Mesopotamien. Da die Satrapien oftmals nur aus griechischen Quellen bekannt sind, ist es oftmals unsicher, inwieweit griechische Schriftsteller im Detail über die Verhältnisse im Achämenidenreich informiert waren oder inwieweit Verwechselungen vorlagen.
Alexander der Große und die folgenden Seleukiden übernahmen die Provinzeinteilung der Satrapien. Unter Antiochos III. wurde von der Satrapie von Babylonien die Satrapie des Erythräischen Meeres abgetrennt. Auch unter den Parthern scheint diese Provinzialverwaltung fortbestanden zu haben.
Die folgenden Satrapen von Babylonien sind aus griechischen Quellen und von Keilschrifttexten bekannt.

## Doppelsatrapie Ebir-Nari (Transmesopotamien) und Babylonien (Babairu)
| Name               | Amtszeit                   | Kommentar                          |
| ------------------ | -------------------------- | ---------------------------------- |
| Sardanapal         | (vorpersisch)              |                                    |
| Kambyses II.       | Kyros II.                  | 538–537 v. Chr.                    |
| Gobryas II.        | Kyros II. / Kambyses II.   | 536–522 v. Chr.                    |
| Hystanes (Uštannu) | Dareios I., 1. bis 6. Jahr | 521–515 v. Chr.                    |
| Hytanna            | Dareios I., 36. Jahr       | von einem Keilschrifttext bekannt  |
| Zopyros I.         | Dareios I. oder Xerxes I.  | Einordnung als Satrap nicht sicher |

### Satrapen von Babylonien
| Name           | Amtszeit                      | Kommentar                                         |
| -------------- | ----------------------------- | ------------------------------------------------- |
| Tritantaichmes | Xerxes I.                     | wird bei Herodot genannt                          |
| Megapanos      | Xerxes I.                     | Sohn des Tritantaichmes, wird bei Herodot genannt |
| Artarios       | Artaxerxes I. bis Dareios II. | Bruder von Artaxerxes I.                          |
| Sicha          | Dareios II.                   | unsicher                                          |
| Menostanes     | Artaxerxes I. bis Dareios II. |                                                   |
| Gobryas II.    | Dareios II.                   |                                                   |
| Rhoparas       |                               | unsicher                                          |
| Bupares        | Dareios III.                  | unsicher                                          |

### Satrapen in hellenistischer Zeit
| Name        | Amtszeit                | Kommentar              |
| ----------- | ----------------------- | ---------------------- |
| Mazaios     | Alexander der Große     | bis 328 v. Chr. im Amt |
| Stamenes    | Alexander der Große     | 328 bis 321 v. Chr.    |
| Archon      | von 323 bis 321 v. Chr. |                        |
| Dokimos     | Perdikkas               | von 321 v. Chr.        |
| Seleukos I. |                         |                        |
| Theron      | Antiochos I.            |                        |
| Timarchos   | Antiochos IV.           | unsicher               |

### Satrapen in parthischer Zeit
| Name        | Amtszeit      | Kommentar |
| ----------- | ------------- | --------- |
| Himeros     | Phraates II.  |           |
| Mithridates | Artabanos II. |           |